# BlackRock
BlackRock, Inc. je americká celosvětově operující investiční korporace a správce finančních fondů se sídlem v New Yorku. V roce 1988 ji založili Robert S. Kapito a Lawrence D. Fink. V současné době se jedná o největšího správce finančních aktiv na světě, s objemem spravovaných aktiv ve výši 8 680 miliard USD (stav k 31. prosinci 2020). V roce 2015 držel BlackRock pozici světové jedničky v oblasti správy aktiv před společnostmi Vanguard Group a State Street Global Advisors. Působí celosvětově se 70 kancelářemi ve 30 zemích, se 16 200 zaměstnanci (2019) a s klienty ve 100 zemích. Vzhledem ke své finanční síle, velikosti a rozsahu svých finančních aktiv má společnost BlackRock přezdívku „největší stínová banka na světě“. V roce 2010 analytik společnosti Bloomberg napsal, že řízení firmy je týmová záležitost, nicméně spoluzakladatel BlackRocku Laurence D. Fink (často nazývaný Larry Fink) je nadále generálním ředitelem a předsedou představenstva.

## Vlastnická struktura
Norský Státní fond vlastnil v období od 2014 do 2016 přes 5 % akcií BlackRocku, postupně však tento podíl zredukoval pod 2 %. K 21. březnu 2018 bylo zjištěno následujících pět největších institučních majitelů: PNC Financial Services – 25,01 %, Vanguard Group – 6,23 %, BlackRock Inc. držela 5,27 % svých akcií, Capital World Investors – 5,16 %, Wellington Management Group – 4,37 %. Přehled o akcionářské struktuře viz také:

## Struktura spravovaných účtů
Procentuální rozdělení účtů, které BR spravuje, na soukromé a institucionální klienty uvádějí prameny různě: nejčastěji 35 % ku 65 %. Dle Investopedie.com je to 25 % ku 75 % institučních účtů. V prosinci 2014 informuje Instituce Sovereign Wealth Fund Institute, že 65 % všech spravovaných účtu ze strany BlackRocku je od institucionálních investorů.

## Systém na analýzu dat – Aladdin
V roce 2017 byl v BlackRocku zaveden software Aladdin pro účely analýzy investic. Fink považoval tento software za „Android“ finančního světa a předpovídal, že technologie s tím související se stane jedním z největších byznysů BlackRocku. Firma začala prodávat Alladin dalším investičním společnostem. Aladdin využívá 200 dalších institucí jako jsou banky, pojišťovny, mezi nimi jsou i přímí konkurenti BlackRocku. Podle některých informací má BlackRock pomocí tohoto softwaru přehled o cca 15–20 bilionech USD investic po celém světě.

## Sféra vlivu

### Zpráva Larryho Finka ke 30.výročí BlackRocku
Zpráva Larryho Finka výkonným ředitelům společnosti BlackRock (BR) za rok 2017 může být interpretována několika způsoby. Někteří pozorovatelé hovořili o řízení světa ze strany BR, jiné o výzvě směrem k jiným firmám, aby analyzovaly společenské dopady činnosti své firmy na společnost a aby se orientovaly na vytvoření dlouhodobé strategie. Larry Fink adresuje výkonným ředitelům svých firem nutnost veřejné prezentace strategického rámce týkajícího se dlouhodobé tvorby hodnot, která bude schválena představenstvem firem. Firmy mají mít dlouhodobou strategii, jak se vypořádat s nízkým růstem platů, rostoucí automatizací, znečištěním životního prostředí a dalšími společenskými problémy. Fink se vyjadřuje o neschopnosti vlád připravit se na budoucnost, počínaje důchodem až po automatizaci a změnu zaměření pracujících. Dále hovoří o tom, že společnosti se obrací na soukromý sektor, aby nesl zodpovědnost za sociální změny. Veřejné očekávání od společností nebylo nikdy vyšší. Společnost očekává od státních i soukromých institucí, aby sloužily veřejnému účelu. Firmy nemohou jen inkasovat, nýbrž musí mít pozitivní dopad na společnost. Larry Fink je toho názoru, že představenstva by měla odrážet různorodost společnosti ve vztahu k pohlaví, etnik aj.

### Vliv činnosti BR
Vliv BR přesahuje majetkové portfolio. Mnoho velkých investorů využívá systém Aladdin společnosti BlackRock Solution. Desítky centrálních bank např. FED, ECB, ministerstva financí a státní fondy si nechávají radit od expertů BR. BR tedy působí také v roli poradce a auditora. Díky své činnosti má BR přehled o citlivých úvěrových portfoliích jednotlivých bank, tzn. má k dispozici informace, jejichž znalosti jsou výhodou při investování.

### BR a USA
Společnost BlackRock slouží jako zdroj finančních expertiz soukromého sektoru pro Ministerstvo financí USA a po záchraně American International Group (AIG) a Bear Stearns v roce 2008 spravovala nejméně 150 miliard USD toxických aktiv v zastoupení amerických daňových poplatníků. BR radila FEDu při vstupu do Citigroup a v komplikované situaci kolem hypotečních bank Fannie Mae a Freddie Mac. Postoje a způsob akvizice BR a dopady na obyvatele viz např. nákup Stuyvesant Town v New Yorku.

### BR a Evropská unie
2015: Rozhodnutí, která činí Evropská centrální banka jsou konzultována se Skupinou 30 neboli G 30 (Group of Thirty). ECB je blízko lobbistických skupin velkých a stínových bank. Byly zaznamenány bilaterální schůzky mezi ECB a zástupcem bankovní entity před důležitým rozhodnutím ECB. Konkrétně schůzka ECB s BlackRock.. BR pomáhal se záchranou řeckých, irských či španělských bank. Také se zúčastnil záchranné akce ve švýcarské bance UBS.

#### BR a Spolková republika Německo
2018: BlackRock ovládá Frankfurtskou burzu a je označován za nejmocnějšího akcionáře firem kótovaných na Frankfurtské burze. Dříve v Německu tahaly za otěže Deutsche Bank a Allianz, nyní americký správce majetku BR. Jako jediná investiční společnost má BR podíl ve 30 firmách na Frankfurtské burze a u jedné třetiny těchto firem je největším akcionářem. Prostřednictvím dalších fondů je největším samostatným akcionářem u Daimler AG, Deutsche Bank (?), Lufthansa, Bayer AG, BASF a Deutsche Börse. Na konci roku 2015 kontroloval BR v průměru 5,3 % akciového kapitálu u jednotlivých firem kótovaných na Frankfurtské burze. Dohromady činí podíl BR na Frankfurtské burze cca více než 50 miliard EUR.

#### BR a Česká republika
2016: BlackRock spravuje i investice ČNB. Správu majetkového portfolia pro ČNB vykonávají dva správci, BlackRock a State Street.

## Klíčové události

### 2000 – do současnosti
2018–2015
V červenci 2018 založil BR pracovní skupinu, jejíž hlavní téma jsou kryptoměny, bitcoin a technologie blockchainu. A to i přes to, že L.Fink neočekává žádné velké aktivity investorů v této oblasti. V květnu 2018 BR nakupuje akcie společnosti Acorns Grow, Inc, která se zaměřuje na mikrofinancování v USA. Tato firma nabízí robo-poradenství, na základě kterého, přesouvá nepoužívané peníze uživatele a alokuje je na investiční účty dle počítačem řízeného modelu. BR a DSP Group se dohodly, že BR prodá minoritní zájem v DSP BlackRock Investment Managers Pvt.Ltd skupině DSP Group. BlackRock má ve společném podniku 40%podíl (trhy Indie). V dubnu proběhla informace v tisku, že BR podporuje myšlenku Bankovní unie stejně jako francouzský prezident Macron. V březnu se BR (globální lídr v oblasti řízení investic, rizikového managementu, poradenství a strategického partnerství) dohodla s firmou Kyriba (č. 1 v globálním poskytování finančních cloudů) na strategickém partnerství, které využije technologie obou firem ke zjednodušení procesů řízení peněžních prostředků klientů. Dále BR prohlásila, že se chce více angažovat ve firmách, ve kterých vlastní akcie.
V červnu 2017 BR zakoupil akcie v anglicko-německém digitálním manažerovi Scalable Capital. V lednu proběhla tiskem informace, že aktiva BR ve výši 1 bilionů USD má spravovat banka JPMorgan Chase, doposud se o ně starala americká banka State Street Bank.
V roce 2016 informace o tom, že BR žaluje Deutsche Bank (DB) v USA, že při hypoteční krizi selhala jako správce aktiv. Tato žaloba má nádech pikantnosti, neboť BR vlastní akcie DB (k 8. 8. 2018 tj. 5,16 % akcií DB a je druhým největším akcionářem DB).
Dle informace z roku 2015 leželo 2/3 spravovaného majetku BR v ETF fondech či podobných produktech (kopírují akciové indexy). BR nakoupil robotického poradce se sídlem v USA FutureAdvisor.
2014–2000
V prosinci 2009 BR nakoupil Barclays Global Investors (platforma ETF fondy, akciové fondy atd.) od Barclays. V únoru 2006 vytvářejí BR a Merill Lynch Investment Managers jednu z největších nezávislých investičních firem – MLIM mělo 49,8 % a společná firma spravuje účty ve výši 1 bilionu USD. V srpnu 2004 BR získává State Street Research and Management Co, jednu z nejstarších společností zaměřenou na podílové fondy. V květnu 2002 BlackRock, Inc. oznámil strategické partnerství s Rothschild Australia Asset Management Ltd. (RAAM) za účelem nabídky investičních služeb institucionálním a individuálním investorům v Austrálii.

## Historie
1988–1997
BlackRock byla založena v roce 1988 osobami Larry Fink, Robert S. Kapito, Susan Wagner, Barbara Novick, Ben Golub, Hugh Frater, Ralph Schlosstein, a Keith Anderson za účelem poskytování služeb správy majetku. Fink, Kapito, Golub a Novick spolu pracovali v investiční bance First Boston, kde Fink a jeho tým byli prvními pionýry na trhu se zajištěnými hypotečními papíry v USA. Fink se připojil k First Boston v roce 1976 a následně i k Credit Suisse First Boston (CSFB), kde se stal nejmladším výkonným ředitelem. Během Finkova působení u CSFB došlo ke ztrátě cca 100 mil. USD kvůli jeho nesprávné předpovědi týkající se posunu úrokové míry. Tyto zkušenosti ovlivnily jeho rozhodnutí týkající se založení společnosti, která bude investovat do peněz klientů a současně by zahrnovala komplexní řízení rizik Fink hledal kapitál a našel ho u Pete Petersona z Blackstone Group, který věřil Finkově vizi a řízení rizik.

## Pohledy na BlackRock
Vlastní podíly konkurujících si společností a chce se více angažovat v řízení firem.
Ve studii 3 ekonomů (Massimo Massa, Yang Wang, David Schumacher) Who is afraid of BlackRock (Kdo se bojí BlackRock?) – viz se dotyční zaměřili na spojení BlackRock a Barclays Global Investors. V úvodu této studie je uvedeno: „Studovali jsme, jak majetková koncentrace ovlivní investiční chování finančních institucí a trhy na světě. Zjistili jsme, že další instituce se vyhýbají trhům se zvýšenou majetkovou koncentrací. Výsledkem je negativní vývoj cenové likvidity a dopad na volatilitu. Potvrzujeme tento vývoj na mnoha případech spojení správy majetku v období delším než 10 let. Instituce strategicky vylučují trhy se zvýšeným rizikem budoucí nestability.“
BR je synonymem pro rostoucí moc stínových bank tzn. finančních institucí, které se pohybují mimo bankovní regulaci.
Německá novinářka Heike Buchter ve své rešerši pro Handelsblatt uvedla: „Žádná vláda, žádný úřad nemá tak obsáhly a hluboký přehled o globální finančním a firemním světě jako BlackRock.“
BR se dostal pod palbu kritiky za nasazení pro vládu USA, kdy byl fakticky skoro vždy přítomen při záchranných akcích během finanční krize 2007/2008.
Názory ekonomického odborníka a investora Carla Icahna viz např. „BlackRock je nebezpečnou společností“.
Informace o tom, že některé podíly BR ve společnostech jsou vyšší než oficiálně uvádí BR u podílů s právem hlasování a někdy také převyšují hranici, kterou je nutno nahlásit dohlížecím orgánům.
BR je nejvyhledávanější zaměstnavatel, podle našeho nového čísla 2018 Ideal Employer Rankings, které zkoumalo více než 6000 odborníků v oblasti finančních služeb na celém světě.
BR je stínová vláda USA… Rozhodnutí BR se dotýkají celých států, je to dobře nebo špatně?
BR je majetkově provázána se zbrojními firmami např. Raytheon – elektronické zbrojní systémy, s kritizovanými firmami Monsanto, Goldenagri – palmový olej či AngloAmerican.

## Klíčoví lidé
- Lawrence D. Fink – zakladatel, předseda
- Philipp Hildebrand – místopředseda: muž č. 2 v BR, byl šéfem SNB (Švýcarské národní banky), ze které musel odejít v roce 2012 kvůli nesrovnalostem ohledně obchodování s měnami ze strany své manželky[39]
- Blake Grossman – bývalý místopředseda
- Ralph Schlosstein – zakladatel, v letech 1977–1981 pracoval pro vládu USA, byl mj. poradcem prezidenta Cartera[40]
- Robert S. Kapito – zakladatel & co-president
- Susan Wagner – zakladatel, člen představenstva
- Simon Chirayath – místopředseda
- Barbara Novick – zakladatel, místopředseda
- Robert Goldstein – senior generální ředitel, vrchní operační představitel
- Gary Shedlin – senior generální ředitel, vrchní finanční představitel
- Bennett W. Golub – zakladatel, senior generální ředitel, vrchní představitel pro rizika